# Sword Beach
Sword Beach was de codenaam voor een van de vijf (Utah, Omaha, Gold, Juno en Sword Beach) landingszones op de kust van Normandië, waarop op 6 juni 1944 (D-day) de geallieerden landden, als onderdeel van de invasie van Europa (operatie Overlord) die het eind van de Duitse bezetting van West-Europa inluidde.
Sword Beach was het meest oostelijke landingsstrand. De landing op Sword Beach was een verantwoordelijkheid van de Britse 3e infanteriedivisie en de Britse 27e pantserbrigade. Sword Beach ligt nabij Ouistreham en Caen. Het lag op ongeveer 14,5 kilometer van Caen, minder dan 16 kilometer van Gold Beach en op 6,4 kilometer van Juno Beach.

## Britse eenheden
De landingszone was in vier zones verdeeld: "Oboe", "Peter", "Queen" en "Roger" (van west naar oost). De landingstroepen stonden onder de Britse 1e Legerkorps, met de Britse 3e infanteriedivisie, de 27e Pantserbrigade, delen van de 79e Pantserdivisie en Britse en Franse commando’s als onderdelen.

## Duitse eenheden
De Duitse verdediging bestond langs het strand uit strandobstakels, antitankgrachten, mijnen, machinegeweren en mortieren. Over de rivier de Orne bij Merville lag de grote Duitse batterij van Merville met  kanonnen. De verdediging werd uitgevoerd door de Duitse 716. Infanterie-Division. Delen van de Duitse 21. Panzerdivision werden ook in die buurt gelegerd. Tweeëndertig kilometer ten oosten bij Le Havre lagen 150 mm-kanonnen en 13 kilometer in het binnenland bij Sword Beach waren 88 mm-kanonnen opgesteld. Tijdens de uren die voorafgingen aan de landing hadden Britse troepen de belangrijke Pegasusbrug veroverd en was ook de batterij te Merville uitgeschakeld.

## Duitse versterkingen
Sword Beach was zelf ongeveer 8 kilometer lang en doorkruiste Lion-sur-Mer. Het Britse hoofddoel Caen was van vitaal belang omdat alle belangrijke wegen van de regio de stad doorkruisten en de geallieerden de stad in handen moesten hebben om verder in het binnenland te kunnen trekken.

## Landingen

### Doorbraak strandverdedigingen
Eenheden van het Britse 2de Leger onder bevel van luitenant-generaal Miles Dempsey kregen Sword Beach toegewezen. Troepen van het Britse 1ste Korps onder John Crocker begonnen met de aanval op het strand. De landingen waren geconcentreerd in de Queen sector van het strand bij Hermanville-sur-Mer. De hoofddoelen waren de stad Caen en het vliegveld Carpiquet in het westen. Landingen begonnen om 07.25 uur toen de 3rd Division landde op Peter en Queen. De toegevoegde commando-eenheden van de 1st Special Service Brigade en delen van de 4th Special Service Brigade kregen de taak om de bruggen over de rivier de Orne en het canal de Caen à la mer te bereiken en contact te maken met de 6e Luchtlandingsdivisie die de bruggen bewaakte en eerder de batterijen bij Merville had verwoest.
Verzet op het strand was licht. Binnen 45 minuten, tegen 08.00 uur waren de gevechten het binnenland binnengedrongen en op de oostelijke flank bereikte de commando-eenheden de rivier de Orne. Ze maakte daar contact met de Britse paratroepen bij de Pegasusbrug en de brug te Ranville over de Orne. De Britten konden geen contact maken met de Canadese troepen in het westen maar pas later op de dag. De enige belangrijke Duitse tegenaanval op D-Day kwam in dit gebied dat om ongeveer 16.00 uur begon. In twee aanvallen van de Duitse 21. Panzerdivision rukte de Duitsers van Caen helemaal op naar het strand tussen Lion-sur-Mer en Luc-sur-Mer en ze werden pas tegen aan het einde van de avond geneutraliseerd. 54 van 98 Duitse tanks werden verwoest of onklaar gemaakt.

### De Duitse tegenaanvallen
De enige Duitse tegenaanval op 6 juni 1944 vond plaats bij Sword Beach. Britse troepen lukte het niet om volgens plan contact te maken met de Canadezen die geland waren op Juno Beach en ze werden aangevallen door manschappen van de 21. Panzerdivision. De 192ste Panzergrenadier Regiment bereikte Sword Beach om 20.00 uur maar vele voertuigen waren vernietigd door de Britse Royal Air Force. De flankeenheden werden toegevoegd aan de 21. Panzerdivision vanwege dat ze uitgedund waren.
Desondanks konden de Duitsers samen met 50 Panzerkampfwagen IV de Britse posities aanvallen. De Britten hadden een effectieve verdediging opgeworpen en de tegenaanval werd afgeslagen. Ondanks dit lukte het een compagnie door de gaten van de verdediging te breken en de kust bij Lion-sur-Mer te bereiken. Ze vonden de kustverdedigingen daar nog intact en begonnen hen weer te versterken. Bij toeval vlogen 250 zweefvliegtuigen van de Britse 6e Luchtlandingsdivisie die op weg waren om de bruggenhoofden over de Orne te versterken over de Duitse posities. De Duitsers geloofden dat ze waren afgesneden en verlieten hun verdedigingen. Aan het einde van 6 juni had de 21. Panzerdivision 50 tanks verloren.

## Nasleep
De dag eindigde met 28.845 Britse troepen aan land met 630 doden. Maar Caen werd niet bereikt vanwege hevig verzet en de aanval liep op 6 kilometer van de stad vast. Britse troepen stonden vast op het strand vanwege de enorme omvang van de manschappen en apparatuur.
Na de terugtrekking van de 21. Panzerdivision lukte het de Britten om de volgende dag contact te maken met de Canadezen. De 21. Panzerdivision herstelde niet snel genoeg om in actie te komen op die dag, maar later op 7 juni 1944 viel de Duitse 12. SS-Panzer-Division Hitlerjugend hetzelfde punt aan. De Duitsers verloren bij deze aanval 31 tanks zonder wat op te schieten met de aanval.